# Aeropuerto Internacional de Bujumbura
El Aeropuerto Internacional de Bujumbura (IATA: BJM, OACI: HBBA) es un aeropuerto en Buyumbura, capital de Burundi.
En 2004, el aeropuerto atendió a 85.434 pasajeros.

## Aerolíneas y destinos
| Aerolíneas         | Destinos            |
| ------------------ | ------------------- |
| Brussels Airlines  | Bruselas            |
| Ethiopian Airlines | Addis Abeba, Kigali |
| Kenya Airways      | Nairobi             |
| RwandAir           | Kigali              |

## Galería

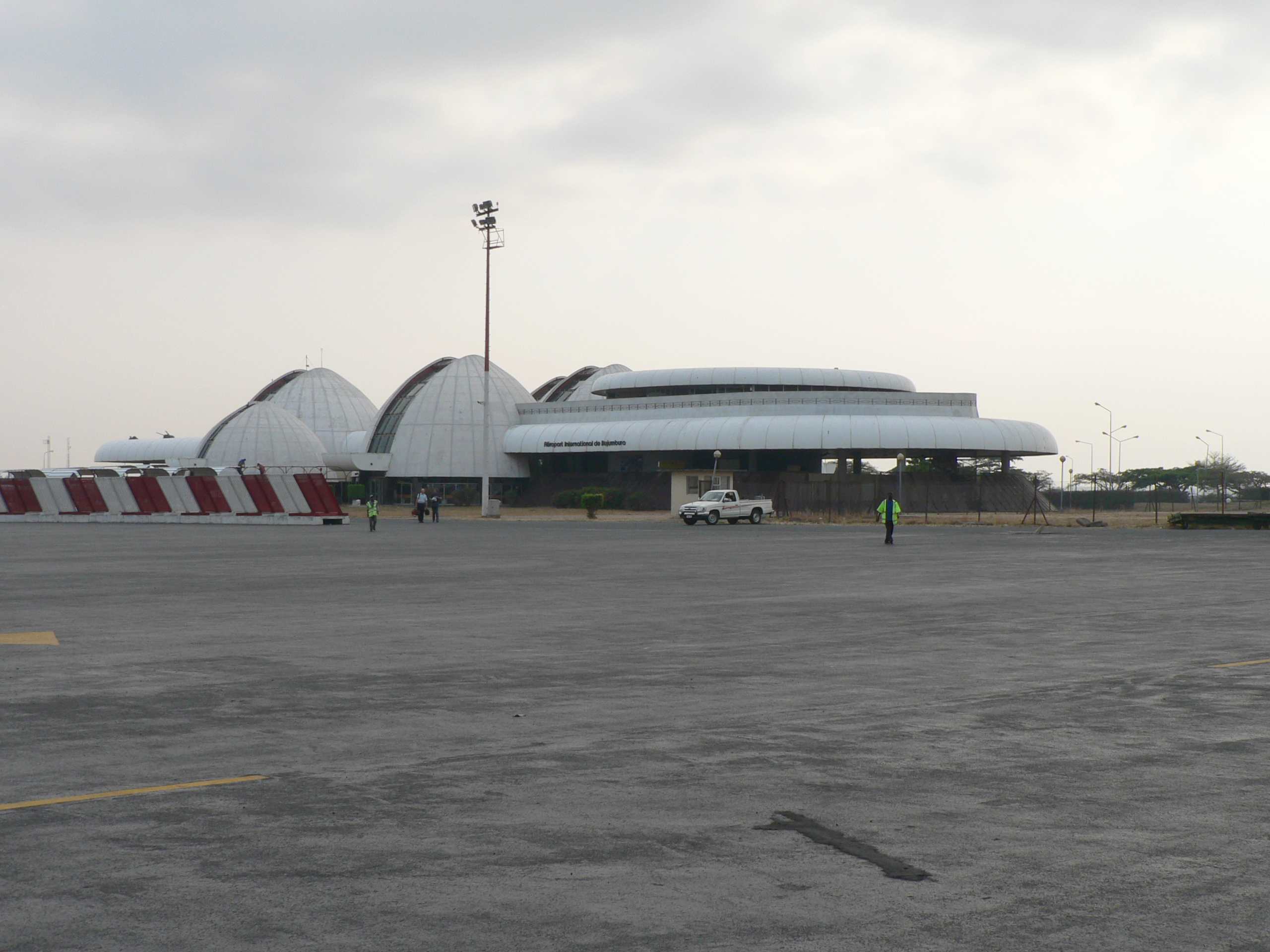
Aeropuerto Internacional de Bujumbura